# Pariser Platz (Hannover)

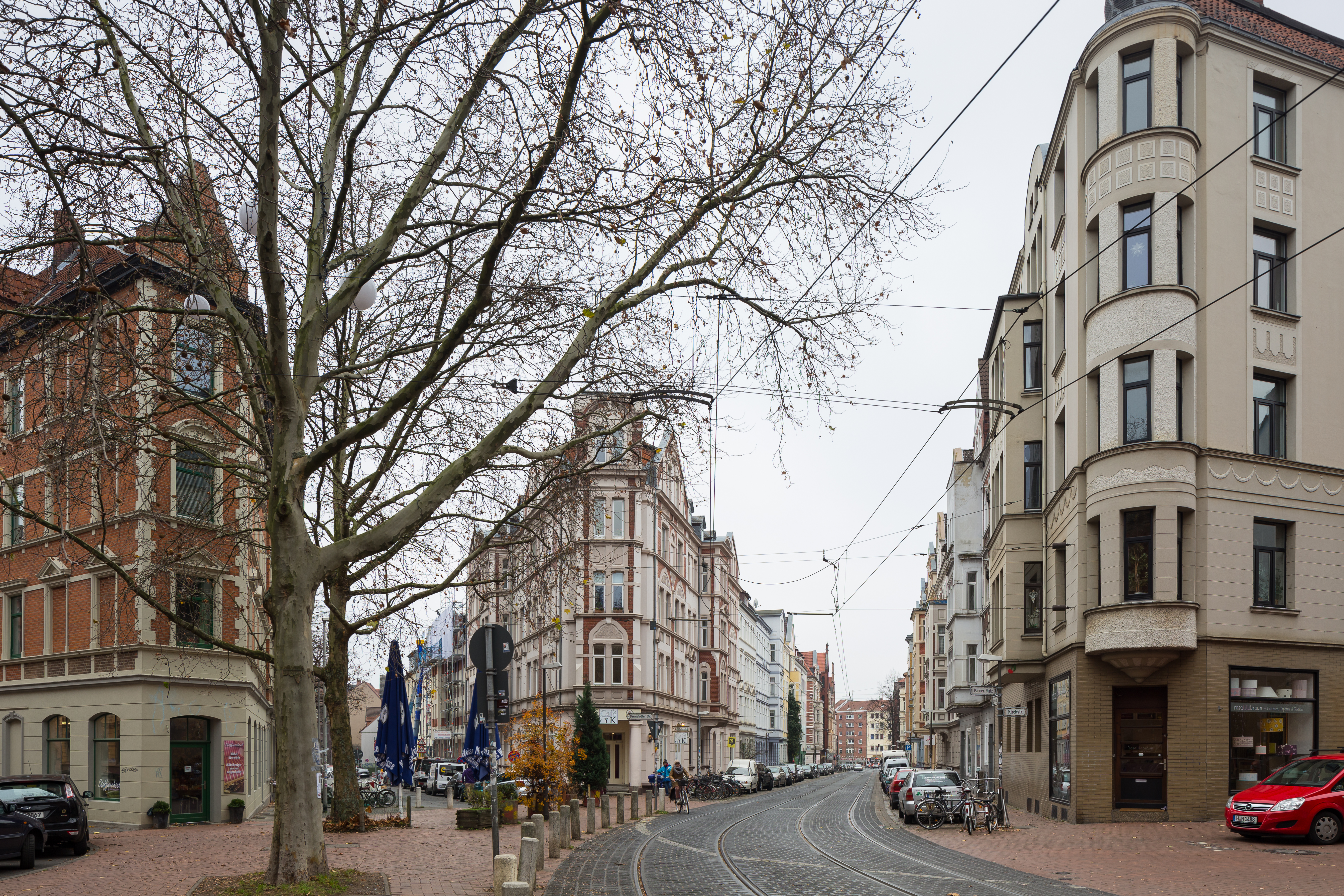
Blick über die Gleise der Straßenbahn Hannover durch die Egestorffstraße in Richtung Lindener Marktplatz

Der Pariser Platz in Hannover ist ein durch verschiedene aufeinander zulaufende Straßen gebildeter Platz, der durch die Einmündungen von Egestorffstraße, Davenstedter Straße, Teichstraße,  Dieckbornstraße und Kirchstraße gebildet wurde.

## Geschichte und Beschreibung

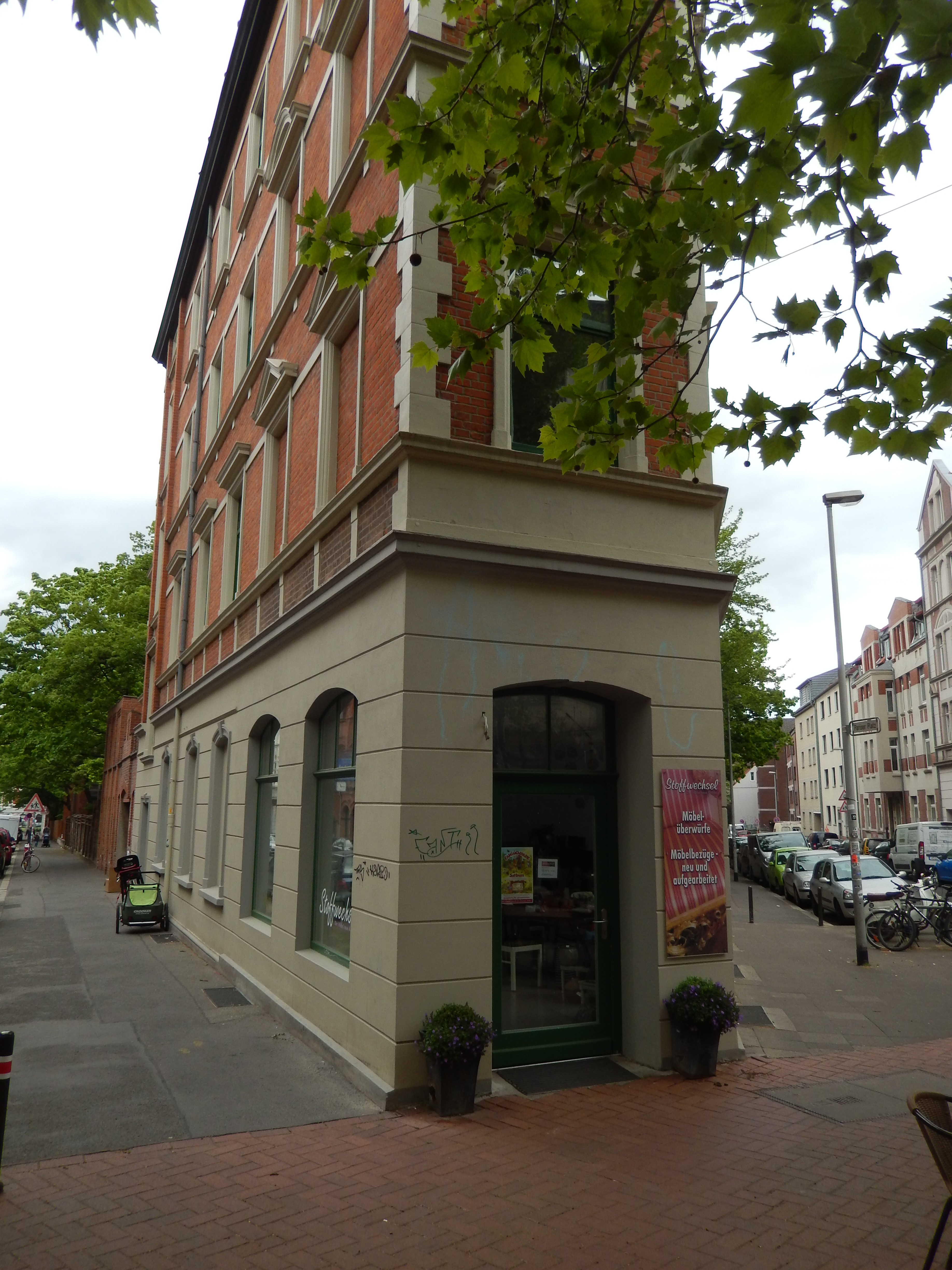
Wohn- und Geschäftsgebäude an der Teichstraße Ecke Davenstedter Straße

Die 1889 angelegte sternförmige Anlage im heutigen hannoverschen Stadtteil Linden-Mitte war ursprünglich nur im Volksmund als Pariser Platz bezeichnet worden, nachdem hier der Hof des Kürschners, Landwirtes, Mitglied des ersten Magistrates der zur Gründerzeit des Deutschen Kaiserreichs ab 1885 selbständigen Industriestadt Linden und spätere Senator Carl Lampe (1837–1904) gestanden hatte: Da Lampe zeitweilig auch in Paris gearbeitet hatte, gaben die Lindener dem Pariser Platz seine heutige Bezeichnung.
Der inoffiziellen Bezeichnung des Platzes, über mehrere Generationen in „selbstbewußter Beharrlichkeit“ durch die Lindener Einwohner fortgeführt, beugten sich die Mitglieder des Stadtrates schlussendlich und gaben dem Pariser Platz, auf dem seit dem Jahr 2004 ein entsprechendes Straßenschild aufgestellt ist, seinen seitdem auch offiziellen, amtlichen Namen.
Zu den zahlreichen Geschäften am Pariser Platz zählt unter anderem das des aus dem Fernsehen bekannten „Kult-Konditor“ Ralf Schnoor: In dessen in den 1980er Jahren eröffneten Café K wurden in der Folgezeit neben Kuchen und Trüffelpralinen auch  abendliche Kriminalspiele und Table-Quiz-Runden angeboten.

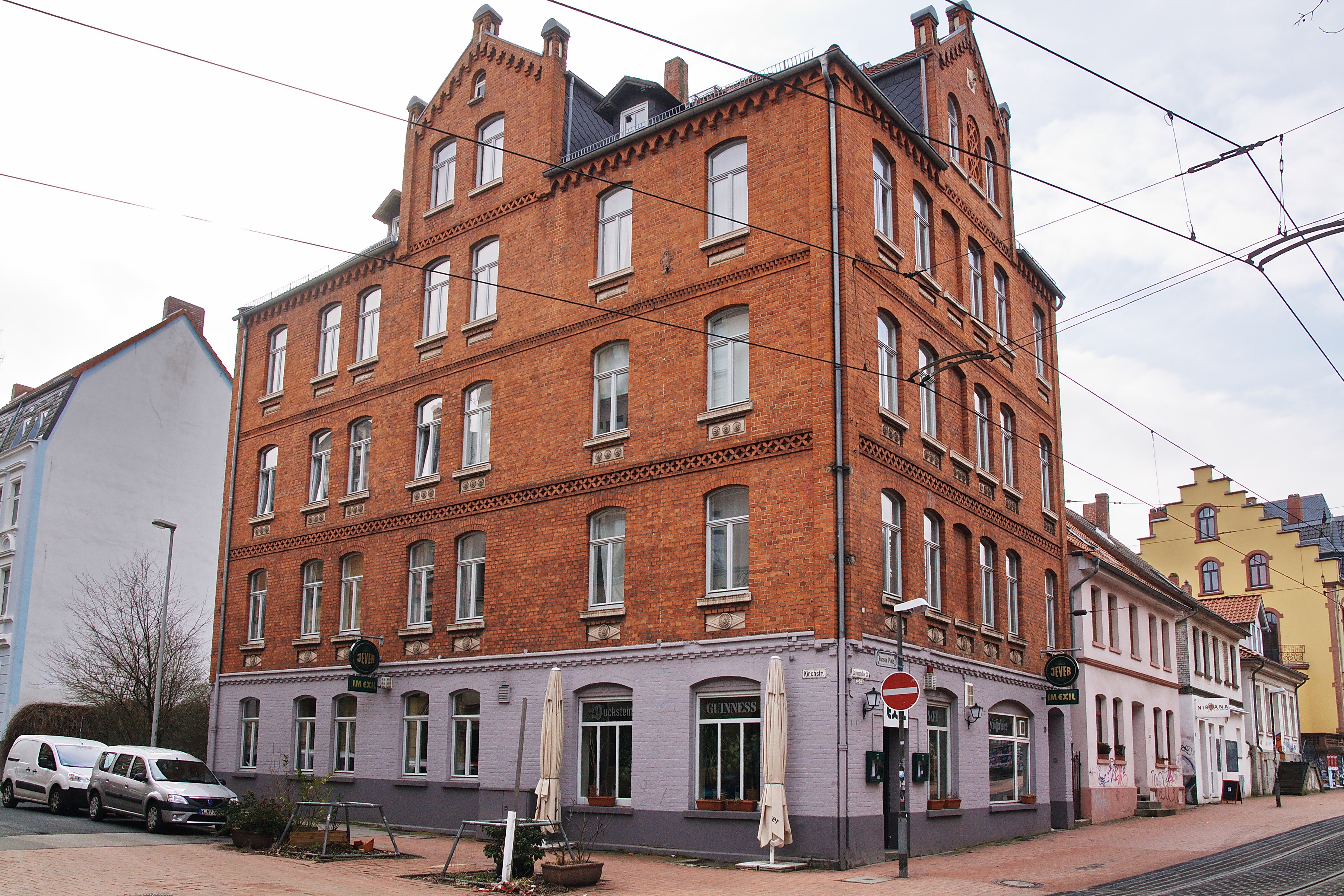
Klinkerbau an der Kirchstraße Ecke Davenstedter Straße
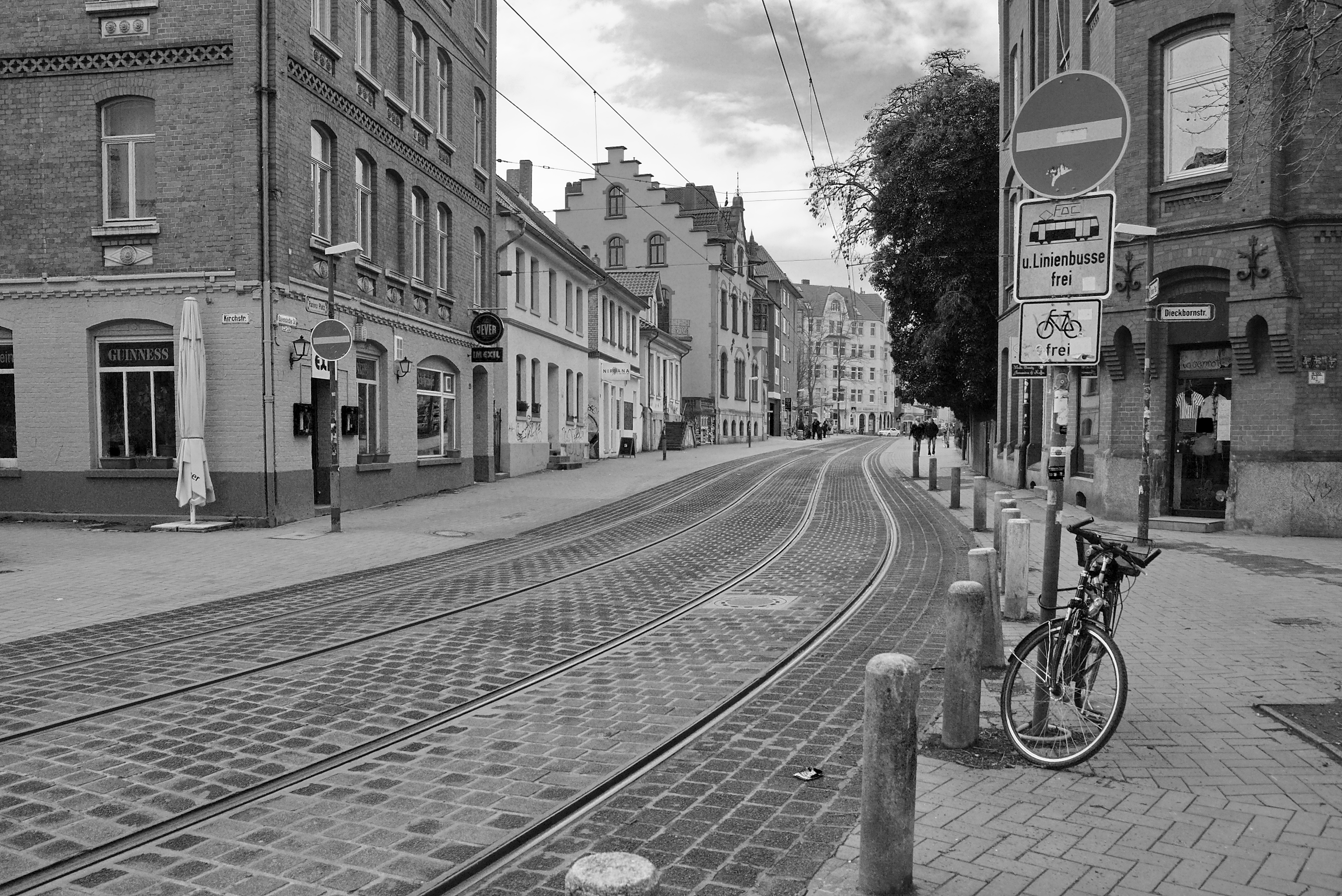
Blick durch die Davenstedter Straße in Richtung der Haltestelle Nieschlagstraße, von rechts einmündende Dieckbornstraße
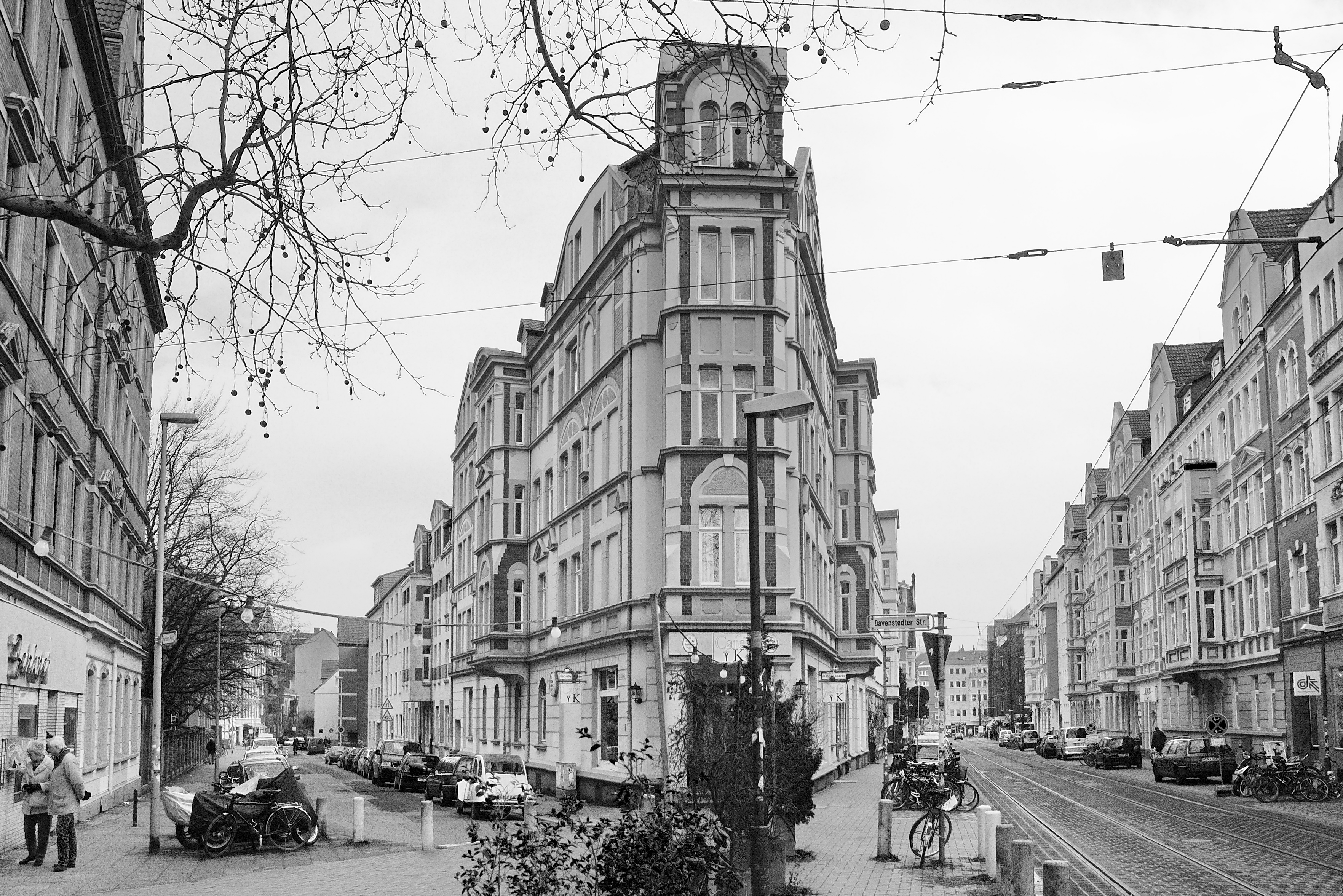
Blick durch die Teichstraße und die Egestorffstraße